# Oak Park (Califòrnia)
Oak Park és una concentració de població designada pel cens dels Estats Units a l'estat de Califòrnia. Segons el cens del 2000 tenia 14.625 habitants.

## Demografia
Segons el cens del 2000, Oak Park tenia 14.625 habitants. La densitat de població era de 1.393 habitants/km².
Dels 3.750 habitatges en un 49,7% hi vivien nens de menys de 18 anys, en un 76,7% hi vivien parelles casades, en un 9,2% dones solteres, i en un 11,5% no eren unitats familiars. En el 8,7% dels habitatges hi vivien persones soles el 2,9% de les quals corresponia a persones de 65 anys o més que vivien soles. El nombre mitjà de persones vivint en cada habitatge era de 3,11 i el nombre mitjà de persones que vivien en cada família era de 2,83.
Per edats la població es repartia de la següent manera: un 33% tenia menys de 18 anys, un 5,5% entre 18 i 24, un 25,2% entre 25 i 44, un 31,4% de 45 a 60 i un 5% 65 anys o més.
L'edat mediana era de 36,3 anys.
La renda mediana per habitatge era de 92.921 $ i la renda mediana per família de 97.170 $. Els homes tenien una renda mediana de 81.698 $ mentre que les dones 42.083 $. La renda per capita de la població era de 33.905 $. Entorn del 7,5% de les famílies i el 5,6% de la població estaven per davall del llindar de pobresa.

## Poblacions més properes
El següent diagrama mostra les poblacions més properes.